# 卷羽鵜鶘

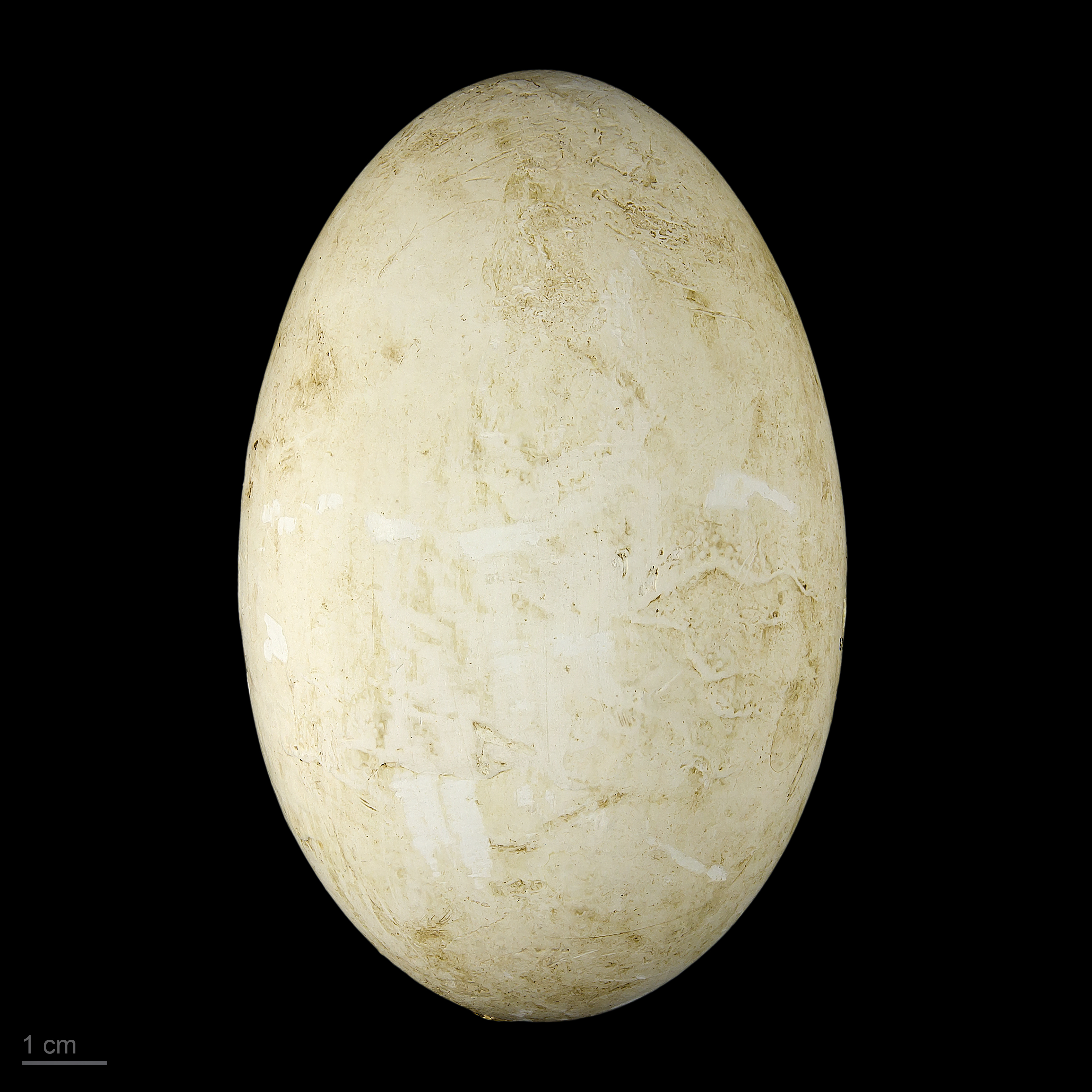
Pelecanus crispus

卷羽鵜鶘（學名：Pelecanus crispus）是分佈在歐洲東南部至中國沼澤及淺水湖的一種鵜鶘。卷羽鵜鶘現存未有亞種。但在阿塞拜疆發現的一個更新世化石，就因體型差別而被描述一個卷羽鵜鶘的古亞種，稱為Pelecanus crispus palaeocrispus。

## 特徵
卷羽鵜鶘是最大的鵜鶘，長1.7米，重11-15公斤，翼展超過3米。以平均計，牠們是最重的飛行動物。牠們與白鵜鶘不同的是其頸上羽毛是卷曲的、腳呈灰色及羽毛呈灰色的。牠們的下頜在繁殖季節是紅色的。雛鳥是灰色的，不像白鵜鶘般面部有粉紅色的斑點。

## 行為
卷羽鵜鶘會遷徙一段短距離。牠們飛行時的姿態很優美，將頸昂起像鷺科，而且整群會一同飛行。
卷羽鵜鶘會在水面上游泳，並以其巨大的喙來捕魚。

## 保育
卷羽鵜鶘像白鵜鶘般因失去棲息地及捕獵而大量減少。於1994年，在歐洲就約有1000對繁殖對，大部份分佈在俄羅斯、希臘、羅馬尼亞、保加利亞及阿爾巴尼亞。
卷羽鵜鶘是《非洲-歐亞大陸遷徙水鳥保護協定》（AEWA，Agreement on the Conservation of African-Eurasian Migratory Waterbirds）保護下的其中一個物種。